# Hermann Horn (homme politique)
Friedrich Wilhelm Hermann Horn, né le 23 mai 1850 à Goslar (royaume de Hanovre) et mort le 13 décembre 1918 dans la même ville (République de Weimar), est un propriétaire d'usine et un homme politique allemand, membre du Parti national-libéral. Il siège à la Chambre des représentants de Prusse de 1892 à 1908 et au Reichstag de l'Empire allemand de 1898 à 1907.

## Biographie
Horn étudie dans un Progymnasium (de) à Goslar puis dans une école de commerce à Hanovre. En 1869, il intègre le 10e bataillon de chasseurs à pied (de) comme volontaire d'un an et participe à la guerre franco-allemande de 1870-1871, avant d'être congédié en tant que capitaine de l'armée territoriale. En 1873, il rachète une usine à Goslar. En 1891, il devient président de la chambre de commerce de Goslar et membre du Kreistag (de) de Goslar.
De 1892 à 1908, Horn est membre de la Chambre des représentants de Prusse,. De 1898 à 1907, il représente la 13e circonscription de la province de Hanovre (arrondissements de Goslar, Zellerfeld et Ilfeld) au Reichstag de l'Empire allemand pour le Parti national-libéral.